# Dolichopeza (Nesopeza) praesul
Dolichopeza (Nesopeza) praesul is een tweevleugelige uit de familie langpootmuggen (Tipulidae). De soort komt voor in het Oriëntaals gebied.